# 細川周平
細川 周平（ほそかわ しゅうへい、1955年2月14日 - ）は、日本の音楽学者。国際日本文化研究センター名誉教授、京都市立芸術大学日本伝統音楽研究センター所長。専門は音楽学。

## 経歴
1955年、大阪府生まれ。1973年3月 神奈川県立湘南高等学校卒業。東京大学理学部生物学科に進み、1978年3月に卒業。1988年3月、東京芸術大学大学院音楽研究科博士後期課程単位取得満期退学。同年4月より、東京芸術大学音楽学部助手となった（1991年3月まで）。1989年3月、東京芸術大学に学位論文『音楽における複製技術の諸問題 : : レコードを中心に』を提出して学術博士の学位を取得。
1996年4月、東京工業大学工学部助教授となり、同年5月より東京工業大学大学院社会理工学研究科助教授。2004年4月、国際日本文化研究センター助教授となった。2006年4月、国際日本文化研究センター教授に昇進。2020年4月、国際日本文化研究センターを退職し、名誉教授となった。2022年、京都市立芸術大学日本伝統音楽研究センター所長。

## 受賞・栄典
- 2009年：『遠きにありてつくるもの』で読売文学賞受賞
- 2021年：『近代日本の音楽百年』で第71回芸術選奨文部科学大臣賞受賞[4]

## 研究内容・業績
大学院在学中から『音楽の記号論』、『ウォークマンの修辞学』などを刊行しており、ポピュラー音楽の記号論的考察によって「ニュー・アカデミズム」の担い手の一人と見なされていた。その後1990年代から日系ブラジル移民研究に移行した。

### レコ室からこんばんは
KBS京都ラジオ(日曜 25:00 - 26:00)で「レコ室からこんばんは」を担当している。過去、EPOのファンクラブに加入していた。

## 家族・親族
妹がいる。

## 著書
- 『音楽の記号論』朝日出版社（エピステーメー叢書）1981年
- 『ウォークマンの修辞学』朝日出版社（エピステーメー叢書） 1981年
- 『トランス・イタリア・エクスプレス』筑摩書房 1985年
- 『サッカー狂い 時間・球体・ゴール』哲学書房 1989年
- 『ノスタルジー大通り ほがらかな旅の技術』晶文社 1989年
- 『レコードの美学』勁草書房 1990年
- 『サンバの国に演歌は流れる 音楽にみる日系ブラジル移民史』中公新書 1995年
- 『シネマ屋、ブラジルを行く 日系移民の郷愁とアイデンティティ』新潮選書 1999年
- 『遠きにありてつくるもの－日系ブラジル人の思い・ことば・芸能』みすず書房 2008年
- 『日系ブラジル移民文学Ⅰ－日本語の長い旅〈歴史〉』みすず書房 2012年
- 『日系ブラジル移民文学Ⅱ－日本語の長い旅〈評論〉』みすず書房 2013年
- 『近代日本の音楽百年　黒船から終戦まで』岩波書店（全4巻） 2020年
  - 1洋楽の衝撃、2デモクラシイの音色、3レコード歌謡の誕生、4ジャズの時代

### 共書
- 『ブラスバンドの社会史―軍楽隊から歌伴へ』阿部勘一、塚原康子、高沢智昌、東谷護共著 青弓社ライブラリー・2001年
- 『いま、ことばを立ち上げること』林香里、細見和之、石井伸介共著 関西学院大学出版会 K.G.りぶれっとNo.50・2019年

### 編著
- 『民謡からみた世界音楽 うたの地脈を探る』 ミネルヴァ書房 2012年
- 『日系文化を編み直す:歴史・文芸・接触』 ミネルヴァ書房 2017年
- 『音と耳から考える : 歴史・身体・テクノロジー』アルテスパブリッシング 2021年

### 共編著
- 『未来派2009』坂本龍一共編 本本堂 1986年
- 『ニュー・ジャズ・スタディーズ―ジャズ研究の新たな領域へ』宮脇俊文、マイク・モラスキー共編　アルテスパブリッシング 2010年

### 翻訳
- フリッツ・ノスケ『Mozartオペラの解読』冬樹社 1985年
- ウィム・メルテン『アメリカンミニマル・ミュージック』冬樹社 1985年
- ポール・ヴィリリオ、シルヴェール・ロトランジェ『純粋戦争』ユー・ピー・ユー 1987年
- ブルーノ・ネトル『世界音楽の時代』勁草書房 1989年
- サイモン・フリス『サウンドの力 若者・余暇・ロックの政治学』竹田賢一共訳 晶文社 1991年

### 英文での著書
- Karaoke Around the World: Global Technology, Local Singing (三井徹共編) 2001
- Searching for Home Abroad: Japanese Brazilians and Transnationalism （ Koichi Mori, Karen Tei Yamashita, Jeffrey Lesser (編集)） 2003

## 出演番組
- レコ室からこんばんは〜ゴールド〜（KBS京都ラジオ 日曜 25:00 - 26:00）